# Млинський (струмок)
Млинський — струмок  в Україні, у  Верховинському районі Івано-Франківської області, лівий доплив  Чорного Черемоша (басейн Дунаю).

## Опис
Довжина струмка приблизно  4 км. Формується з багатьох безіменних струмків. Розташований однойменний водоспад.

## Розташування
Бере  початок на південному сході від гори Капилаш. Тече переважно на  північний захід і на північному заході від села Верхній Ясенів впадає у річку Чорний Черемош, ліву притоку Черемоша.